# Olive Kitteridge
Olive Kitteridge é uma minissérie de televisão estadunidense de 2014 dirigida por Lisa Cholodenko e escrita por Jane Anderson, baseada no romance homônimo de Elizabeth Strout. Distribuída pela HBO em quatro episódios, a obra é protagonizada por Frances McDormand, Richard Jenkins, Zoe Kazan e Bill Murray.
Em 2015, conquistou o Emmy do Primetime de melhor série limitada, além de inúmeros outros prêmios e indicações renomados.

## Elenco
- Frances McDormand - Olive Kitteridge
- Richard Jenkins - Henry Kitteridge
- Zoe Kazan - Denise Thibodeau
- Rosemarie DeWitt - Rachel Coulson
- Martha Wainwright - Angela O'Meara
- John Gallagher Jr. - Christopher Kitteridge (adulto)
- Devin Druid - Christopher Kitteridge (13 anos)
- John Mullen - Kevin Coulson (13 anos)
- Cory Michael Smith - Kevin Coulson (adulto)
- Ann Dowd - Bonnie Newton
- Jesse Plemons - Jerry McCarthy
- Bill Murray - Jack Kennison
- Peter Mullan - Jim O'Casey
- Rachel Brosnahan - Patty Howe
- Brady Corbet - Henry Thibodeau
- Maryann Urbano - Linda Kennison
- Libby Winters - Suzanne
- Patricia Kalember - Joyce
- Audrey Marie Anderson - Ann
- Donna Mitchell - Louise Larkin
- Frank L. Ridley - Mr. Thibodeau